# Husson
Husson foi uma comuna francesa na região administrativa da Normandia, no departamento Mancha. Estendia-se por uma área de 13,62 km². Em 2010 a comuna tinha 231 habitantes (densidade: 17 hab./km²).
Em 1 de janeiro de 2016, passou a formar parte da nova comuna de Le Teilleul.